# Thietmar (Ostfalen)

Ostfränkisches Reich nach dem Vertrag von Ribemont 880

Thietmar, auch Thiommar oder Thiadmar († wohl Februar 932) war ein sächsischer Graf (comes), der Anfang des 10. Jahrhunderts als Erzieher, Ratgeber und Heerführer zu den engsten Vertrauten des ostfränkischen Königs Heinrich I. gehörte.
Grafenrechte Thietmars könnten im nördlichen Harzvorland um das Kloster Wendhusen bestanden haben. Aufenthalte sind belegt in der Zeit von 909 bis 929 für Grone (Göttingen), Herford und bei Lenzen (Elbe).
Die herausragende Bedeutung Thietmars für König Heinrich I. spiegelt sich in der Aufnahme Thietmars in das Totengedenken der Liudolfinger wider.
In der Geschichtswissenschaft fand Thietmar zunächst nur als Großer an der Seite König Heinrich I. Beachtung, bis er im Rahmen prosopographischer Untersuchungen des Historikers Karl Schmid aus den 1960er Jahren als Vater des Markgrafen Gero identifiziert wurde.

## Leben

### Herkunft und Familie

Die am 13. September 936 ausgestellte Stiftungsurkunde König Otto I. für das Damenstift Quedlinburg. Berlin, Stiftung Preußischer Kulturbesitz: GStA PK, XX. HA, Hs. 1, Nr. 1

Thietmars Herkunft ist unbekannt. Als Gemahlin Thietmars wird aufgrund von Gedenkbucheinträgen der Abtei Reichenau gemeinhin eine Frau namens Hildegard (Hiltigart) vermutet. Thietmars Söhne zeichneten sich ebenfalls durch besondere Nähe zum liudolfingischen Königshaus aus: Siegfried verwaltete unter König Otto I. bei dessen Abwesenheit das östliche Sachsen als dessen Vertreter und wird bei Widukind von Corvey als „Zweiter hinter dem König und Bester unter den Sachsen“ bezeichnet. Der jüngere Sohn Gero, für dessen Sohn Otto I. die Patenschaft übernahm, zählte als Markgraf lange zu den mächtigsten Vertrauten König Otto I. Eine Tochter Hidda heiratete den im Nordthüringgau und dem benachbarten Schwabengau begüterten Grafen Christian. Gedenkbucheinträge der Familie legen die Existenz einer weiteren Tochter namens Thietswind nahe.
Die im Jahr 936 ausgestellte Stiftungsurkunde König Otto I. für das Damenstift Quedlinburg erwähnt im Zusammenhang mit dem Kloster Wendhusen die Grafschaft eines Thietmar im Harzgau („in pago Harthagao in comitia Thiadmari“), der wiederholt mit dem Grafen Thietmar gleichgesetzt wurde. Hingegen lassen sich Grafenrechte Thietmars im Nordthüringgau oder dem Hassegau durch Quellen nicht belegen.

### Erzieher und Brautwerber Heinrich I.
Graf Thietmar gewinnt in den erzählenden Quellen zur Geschichte des frühen 10. Jahrhunderts ein „verhältnismäßig scharfes Profil“ (Gerd Althoff). Die ältere der beiden Lebensbeschreibungen der Königin Mathilde, der zweiten Ehefrau König Heinrichs I., bezeichnet Thietmar als Erzieher (magistrum pueri) Heinrich I. Die Erziehung diente im Mittelalter häufig nicht nur zur militärischen Ausbildung des Zöglings, sondern auch dazu, die Bindung des Erziehers an die Familie des Auszubildenden zu festigen. Demnach unternahm Heinrich I.  Vater Otto der Erlauchte mit der Berufung Thietmars zum Erzieher den Versuch, sich dessen Unterstützung zu versichern, was wiederum Rückschlüsse auf eine nicht geringe politische und militärische Bedeutung Thietmars und seiner Familie zulässt.
Graf Thietmar vermittelte um das Jahr 906 mutmaßlich die erste Ehe des jungen Heinrich I. mit Thietmars Nichte Hatheburg Seine Ehefrau Hildegard war die Schwester von Hatheburgs namentlich unbekannter Mutter. Nachdem Hatheburgs ebenfalls unbekannt gebliebener Ehemann und ihr um Merseburg reich begüterter Vater Erwin verstorben waren, kam Graf Thietmar als Schwager von Hatheburgs Mutter wahrscheinlich die Rolle des nächsten männlichen Verwandten zu, der Hatheburgs Rechte vertreten durfte. Die Ehe mit Hatheburg stellte eine Abkehr von der bisherigen, nach Franken ausgerichteten Heiratspolitik der Liudolfinger dar. Sie diente nicht nur der Festigung ihrer Macht im östlichen Sachsen, nachdem eine Ausweitung nach Franken im Zuge der Babenberger Fehde gescheitert war, sondern dürfte auch in ihrem reichen Erbe begründet sein. Heinrich konnte Merseburg in der Folge zur Pfalz ausbauen, und Claudia Moddelmog nimmt an, Graf Thietmar habe dort eine neue Herrschaftsbasis gefunden, ist doch belegt, dass sein Sohn Siegfrid später dort residierte.

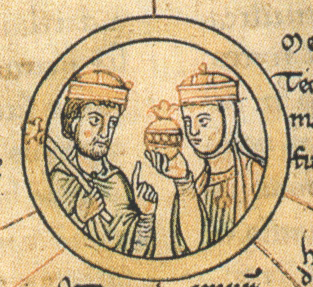
Heinrich I. und Mathilde. Ausschnitt aus der Verwandtschaftstafel der Ottonen in der Chronica St. Pantaleonis aus der zweiten Hälfte des 12. Jahrhunderts. Herzog August Bibliothek, Wolfenbüttel, Cod. Guelf. 74.3 Aug., pag. 226

Auch an der zweiten Eheschließung Heinrich I. im Jahr 909 war Graf Thietmar als Brautwerber maßgeblich beteiligt. Wohl im selben Jahr war die Ehe Heinrich I. mit Hatheburg aus kirchenrechtlichen Gründen annulliert worden. Auf Veranlassung Otto des Erlauchten reiste Thietmar anschließend ein erstes Mal in die Abtei Herford, deren Laienabt Otto seit 902 war, um dort unerkannt die um 896 geborene Mathilde in Augenschein zu nehmen. Mathilde war die Tochter des sächsischen Grafen Dietrich, eines Nachfahren Widukinds. Damit entstammte sie der angesehensten Familie Sachsens. Nach seiner Rückkehr aus Herford berichtete Thietmar Otto dem Erlauchten von Schönheit und Sittsamkeit der 14-jährigen Braut, der daraufhin Thietmar ein zweites Mal nach Herford entsandt haben soll, jetzt in Begleitung von Heinrich I. und weiteren Begleitern. Erst bei einem dritten Besuch hätten sich die Brautwerber zu erkennen gegeben, und nach dem eiligen Verlöbnis sei kurze Zeit später in Wallhausen die Ehe geschlossen worden.

### In der Pfalz Grone

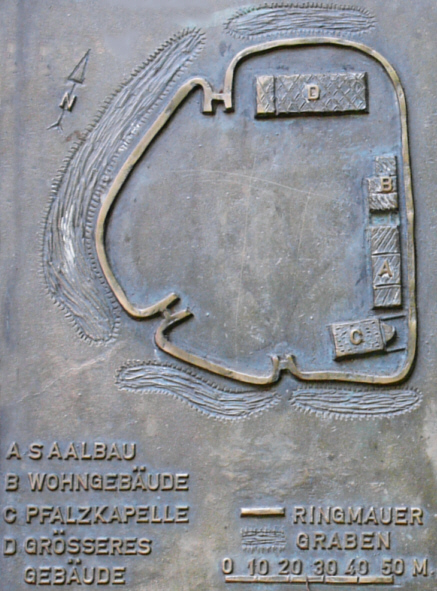
Stilisierte Darstellung des archäologischen Befundes der Pfalz Grone auf dem Hagenberg in Göttingen

Thietmars Schützling Heinrich I. erbte mit dem Tod seines Vaters Otto am 30. November 912 die Stellung als Oberhaupt der Liudolfinger. Doch der ostfränkische König Konrad I. lehnte es ab, Heinrich I. die Macht seines Vaters vollständig zu gewähren. Im Zuge der anschließenden Kämpfe belagerte der militärisch überlegene König Konrad I. im Jahr 915 die Pfalz Grone bei Göttingen, in die Heinrich I. sich mit seinem Heer zurückgezogen hatte. Widukind von Corvey berichtet in seiner Sachsengeschichte, Graf Thietmar habe Heinrich I. durch eine List davor bewahrt, sich in der aussichtslosen Lage dem König zu unterwerfen. Demnach hatte König Konrad I. Unterhändler in die belagerte Burg entsandt, die Heinrich für den Fall seiner öffentlichen Unterwerfung die amicitia des Königs versicherten. Noch bevor Heinrich I. sich jedoch dem König habe unterwerfen können, sei aus dem Osten Graf Thietmar eingetroffen und hätte im Beisein der Unterhändler gefragt, wo er sein Heer lagern solle. Dessen Größe gab er mit 30 Legionen an, obwohl er nur mit fünf Mann gekommen war. Davon hätten die Unterhändler dem König berichtet, der daraufhin noch vor Tagesanbruch mit seinem Heer abgezogen sei. Gerd Althoff zufolge dient Widukinds anekdotisch anmutender Bericht von einem Triumph sächsischer Schlauheit über die militärische Stärke der Franken vorrangig dazu, den Leser von der prekären Lage Heinrich I. abzulenken. Tatsächlich dürfte Graf Thietmar in Wirklichkeit die Bedingungen für eine Unterwerfung Heinrich I. mit den Gesandten König Konrad I. ausgehandelt haben, die anschließend auch vollzogen wurde.

### Schlacht bei Lenzen
Ein weiteres Mal findet Graf Thietmar Erwähnung im Rahmen einer Schlachtenschilderung des Widukind von Corvey. In der Schlacht bei Lenzen besiegte ein sächsisches Heer unter dem Legaten Bernhard am 4. September 929 die slawischen Redarier. Graf Thietmar sei vom König an der Spitze eines Heeres aus Fußsoldaten und einer Reiterei von 50 Mann zur Unterstützung des Legaten Bernhard entsandt und Bernhard als Heerführer beigeordnet worden (collega). Beiläufig berichtet Widukind, Graf Thietmar habe sich in der Nacht vor der Schlacht damit durchgesetzt, das gesamte Heer in Waffen wachen zu lassen. Als am nächsten Tag die Schlacht begonnen hatte und die slawischen Linien trotz eines Frontalangriffes der Sachsen nicht wankten, befahl Thietmar seiner Reiterei unter Führung eines Hauptmannes einen Angriff gegen den linken Flügel der Redarier. Der Angriff brachte die Schlachtordnung der Slawen zum Einsturz und den Sachsen den Sieg: Da Graf Thietmar mit den Fußtruppen den Fluchtweg der Redarier versperrte, wurde das slawische Heer von den Sachsen vollständig aufgerieben.

### Tod und Gedenken

Eintrag des Grafen Thietmar als Thiomar in der ersten Spalte, Zeile 6 im Verbrüderungsbuch des Bodenseeklosters St. Gallen. Auszugsweise Scan von Pag. 86 (B fol. 7r). Stiftsarchiv St. Gallen: StiASG, C3 B55.

Thietmar verstarb im Februar des Jahres 932. In den Fuldaer Totenannalen findet sich für dieses Jahr ein Gedenkeintrag für einen Thiommar com., der dem Grafen Thietmar zugeordnet wird. Graf Thietmars lebzeitige Bedeutung für die königliche Familie spiegelt sich in zwei Nekrologeinträgen aus Gandersheim und Quedlinburg wider, den Herrschaftsmittelpunkten der Liudolfinger. Der Eintrag aus Quedlinburg blieb erhalten, weil er in das Merseburger Nekrolog übertragen wurde. Dort ist der Todestag eines Thietmar com. unter dem 1. Juni verzeichnet. Eine Abschrift des Gandersheimer Nekrologs mit Thietmars Namen (Thiomar) wurde in das Verbrüderungsbuch des Bodenseeklosters St. Gallen übertragen. Auch im Memorialbuch des benachbarten Klosters Pfäfers, dem Liber Viventium Fabariensis, wird Thietmars in einem Gedenkbucheintrag der königlichen Familie gedacht.